# Sapignicourt
Sapignicourt ist eine französische Gemeinde mit 387 Einwohnern (Stand: 1. Januar 2022) im Département Marne in der Region Grand Est. Sie gehört zum Arrondissement Vitry-le-François und ist Mitglied im Gemeindeverband Communauté d’agglomération du Grand Saint-Dizier, Der et Vallées. Die Bewohner werden Sapignicourtois und Sapignicourtoises genannt.
Die Gemeinde erhielt 2024 die Auszeichnung „Eine Blume“, die vom Conseil national des villes et villages fleuris (CNVVF) im Rahmen des jährlichen Wettbewerbs der blumengeschmückten Städte und Dörfer verliehen wird.

## Geografie
Die Gemeinde Sapignicourt liegt an der Marne und dem parallel verlaufenden Marne-Saône-Kanal, etwa zehn Kilometer westlich der Stadt Saint-Dizier. Umgeben wird Sapignicourt von den Nachbargemeinden Perthes im Norden, Hallignicourt im Osten (beide im Département Haute-Marne), Ambrières im Südosten sowie Hauteville im Südwesten.

## Bevölkerungsentwicklung

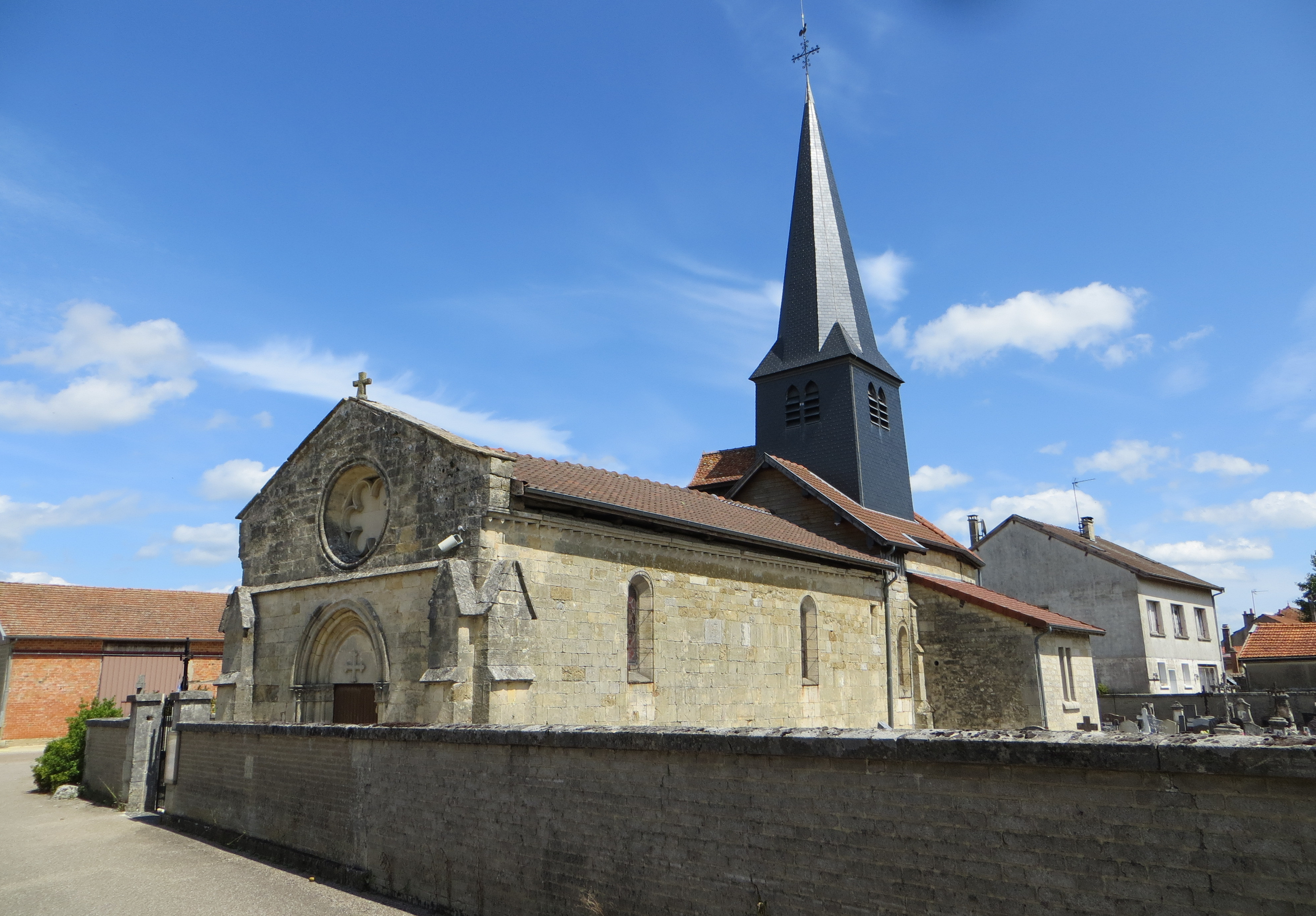
Kirche Saint-Alpin

| Jahr                       | 1962 | 1968 | 1975 | 1982 | 1990 | 1999 | 2006 | 2012 | 2018 |
| -------------------------- | ---- | ---- | ---- | ---- | ---- | ---- | ---- | ---- | ---- |
| Einwohner                  | 203  | 222  | 109  | 279  | 343  | 322  | 340  | 380  | 416  |
| Quellen: Cassini und INSEE |      |      |      |      |      |      |      |      |      |

## Sehenswürdigkeiten
- Kirche Saint-Alpin aus dem 13. Jahrhundert